# Logopatologia
Logopatologia – jeden z działów logopedii, zajmującej się patologią mowy (dyscyplina naukowa i praktyczna), badania naukowe i leczenie zaburzeń mowy osób w różnym wieku.
Specjaliści w dziedzinie logopedii mowy wyodrębniają: afazjologię, balbutologię, logopatologię oraz terapię tych zaburzeń. Przedmiotem zainteresowania logopatologów są zaburzenia rozwojowe. W monografii „Patologia mowy” Zbigniewa Tarkowskiego i współautorów w części dotyczącej logopatologii, zatytułowanej „Logopedia rozwojowa”, omówiono zagadnienia:
- prosty opóźniony rozwój mowy
- kontekst kulturowy bilinbwizmu a językowy obraz świata
- zaburzenia mowy towarzyszące upośledzeniu umysłowemu
- zaburzenia mowy w autyzmie
- zaburzenia językowe w nadpobudliwości psychoruchowej
- zaburzenia mowy u osób z uszkodzonym narządem słuchu
- zaburzenia mowy towarzyszące dysleksji
- zaburzenia zgryzu, czynności prymarnych a zaburzenia artykulacji
- zaburzenia artykulacji